# Оливер, Мэтью
Мэтью Оливер (англ. Mathieu Olivier; род. 11 февраля 1997, Билокси, Миссисипи, США) — канадский хоккеист американского происхождения, нападающий клуба НХЛ «Коламбус Блю Джекетс». Является первым игроком в НХЛ, родившимся в штате Миссисипи[значимость факта?].

## Игровая карьера

### Юниорская карьера
С 2010 по 2012 год выступал за юниорские клубы из Ривьер-Сюда. Cезон 2012/13 провел в клубе «Леви Коммандорс», набрав 15 очков в 46 встречах.
В 2013 году был выбран на драфте QMJHL под общим 117-м номером командой «Монктон Уайлдкэтс». С 2013 по 2014 провел 92 игры за «Монктон», в которых набрал 22 очка.
19 декабря 2014 года Оливер был обменян в «Шавиниган Катарактез» на пик третьего раунда драфта QMJHL 2015 года. С 2014 по 2017 год выступал за «Катарактез», проведя 181 встречу и набрав 69 очков, а в последнем сезоне был ассистентом капитана.
Сезон 2017/18 Оливер провел в клубе «Шербрук Финикс», также будучи ассистентом капитана. Провёл 77 встреч и набрал 55 очков.

### Профессиональная карьера
Будучи незадрафтованным в НХЛ, 19 февраля 2018 года Оливер подписал первый профессиональный контракт в своей жизни с клубом АХЛ «Милуоки Эдмиралс». В своём первом сезоне в АХЛ Оливер получил 91 минуту штрафа, а также набрал 12 очков в 54 встречах, преимущественно используясь в роли силового нападающего в нижних звеньях.
1 мая 2019 года Оливер подписал двухлетний контракт новичка с клубом НХЛ «Нэшвилл Предаторз» на сумму $ 1,46 млн. Сезон 2019/20 Оливер начал в стане «адмиралов», однако 18 ноября 2019 года был вызван в основную команду. На следующий день провёл первую игру в НХЛ в матче против «Виннипег Джетс», играя в 4-м звене и, проведя на льду 13 смен общей длительностью чуть более 8-и минут, не набрав очков. 23 ноября 2019 года набрал первое очко в НХЛ в матче против «Сент-Луис Блюз», отдав результативную передачу на нападающего Колтона Сиссонса, который забил гол. В сезоне 2019/20 провёл 8 встреч, среди которых заработал 1 передачу.
На старт сезона 2020/21 был включён в "taxi squad", что позволяло ему тренироваться с основной командой. Однако уже во втором матче сезона против «Коламбуса» Мэтью появился в основном составе «Нэшвилла». 26 января 2021 года в матче против «Блэкхокс» Оливер заработал второй результативный балл в НХЛ, отдав передачу на Якова Тренина. 30 января 2021 года забил свой первый гол в НХЛ добиванием в ворота Андрея Василевского из «Тампы-Бэй» после броска Райана Джохансена. В сезоне 2020/21 набрал 5 (3+2) очков, став также 5-м игроком НХЛ в сезоне по количеству штрафного времени (70).
29 июля 2021, будучи ограниченно свободным агентом, продлил соглашение с «Предаторз» на 2 года на общую сумму $ 1,5 млн. Сезон 2021/22 провёл преимущественно в АХЛ, однако в конце сезона был вызван в состав основной команды в плей-офф, где заменял Филипа Томасино и Ээли Толванена, но это абсолютно никак не помогло «хищникам».
30 июня 2022 года был обменян на 4-й раунд драфта-2022 в «Коламбус Блю Джекетс».